# Seven Springs Of Apink
《Seven Springs Of Apink》(세븐 스프링스 오브 에이핑크)는 대한민국의 음악그룹 에이핑크의 첫 번째 미니 앨범이자 데뷔 앨범이다. 2006년 4월 19일 젝스키스의소속사 DSP 미디어 로 더 잘 알려져 있습니다에 의해 발매되었다. 타이틀곡은 〈몰라요〉이다.

## 발매 과정
2011년 4월 12일 앨범 메인 자켓 사진이 공개되고, 다음 날인 4월 13일 티저영상이 공개되었다. 4월 15일에는 비스트의 멤버 이기광이 출연한 타이틀곡 〈몰라요〉의 티저영상이 공개되었다. 4월 19일 〈몰라요〉의 뮤직비디오가 공개와 동시에 에이핑크의 데뷔 앨범 《Seven Springs Of Apink》가 발매되었다. 6월 23일에는 후속곡 〈It Girl〉을 발매해 〈It Girl (Remix Ver.)〉로 활동하였다.

## 방송 활동
에이핑크는 2011년 4월 21일 Mnet 《엠카운트다운》에서 "Wishlist"와 〈몰라요〉를 부르며 데뷔 무대를 가졌다. 이어 《뮤직뱅크》와 《쇼! 음악중심》, 《인기가요》에서도 데뷔 무대를 가졌다.
6월 12일 《인기가요》에서 〈몰라요〉 활동을 마무리하고, 6월 23일 《엠카운트다운》에서 후속곡 〈It Girl〉 무대를 펼치며 활동을 재개했다. 그 후 7월 17일 《인기가요》에서 〈몰라요〉와 〈It Girl〉을 부르며 데뷔 앨범 활동을 공식 마무리했다.

## 상업적 성과
타이틀 곡 〈몰라요〉는 2011년 4월 다섯째 주 가온 디지털 종합 차트에서 26위로 데뷔했다. 5월 첫째 주에는 6위 오른 20위를 차지하였으나 5월 둘째 주 차트에서는 29위로 떨어졌다. 가온 다운로드 차트에서는 다운로드 수 13만 건을 기록하며 5월 첫째 주 차트에서 14위에 올랐다.
KBS 《뮤직뱅크》 K-Chart에서는 26위로 데뷔해 5월 첫째 주 차트에서 7위에 올랐다. Mnet 《엠카운트다운》 차트에서는 15위로 데뷔해 5월 첫째 주에는 8위를, 5월 둘째 주에는 9위를 기록하였으며, 5월 셋째 주 차트에서는 7위를 기록하였다.
《Seven Springs Of Apink》는 4월 다섯째 주 가온 앨범 차트에서 9위로 데뷔하였지만, 5월 첫째 주 차트에서는 81위로 크게 떨어졌다. 하지만 5월 둘째 주 차트에선 6위를 차지하였다.

## 수록곡
| #            | 제목                       | 작사·작곡    | 편곡  | 재생 시간 |
| ------------ | -------------------------- | ------------ | ----- | --------- |
| 1.           | 〈Seven Springs Of Apink〉 | 슈퍼창따이   | 1:33  |           |
| 2.           | 〈몰라요〉                 | 슈퍼창따이   | 3:42  |           |
| 3.           | 〈It Girl〉                | 김건우       | 3:23  |           |
| 4.           | 〈Wishlist〉               | 신사동호랭이 | 3:33  |           |
| 5.           | 〈Boo〉                    | 슈퍼창따이   | 3:08  |           |
| 총 재생 시간 | 총 재생 시간               | 총 재생 시간 | 15:30 |           |